# U110 (潜水艦・2代)
| 写真はU-110と英国駆逐艦ブルドッグ | |
| 基本情報                          | |
| 建造所                            | AG ヴェーザー社                                                                                            |
| 運用者                            | ドイツ国防軍海軍                                                                                           |
| 艦種                              | 潜水艦 |
| 級名                              | UボートIXB型                                                                                               |
| 艦歴                              | |
| 起工                              | 1940年2月1日                                                                                               |
| 進水                              | 1940年8月25日                                                                                              |
| 就役                              | 1940年11月21日                                                                                             |
| その後                            | 1941年5月9日イギリス艦隊と交戦後捕獲、翌日沈没                                                             |
| 性能諸元                          | |
| 排水量                            | 水上：1,051トン 水中：1,178トン                                                                            |
| 全長                              | 76.50m |
| 耐圧殻長                          | 58.75m |
| 全幅                              | 6.76m |
| 耐圧殻幅                          | 4.40m |
| 吃水                              | 4.70m |
| 機関                              | ディーゼル機関 2基 電動モーター 2基 2軸推進                                                                |
| 速力                              | 水中：7.3kt                                                                                                |
| 航続距離                          | 水上：10ktで12,700海里 水中：4ktで64海里                                                                   |
| 運用深度                          | 100m |
| 燃料                              | 重油：166トン                                                                                              |
| 乗員                              | 48～56名                                                                                                   |
| 兵装                              | 53.3cm魚雷発射管 艦首4門 艦尾2門 魚雷(最大) 22発 10.5cmSK C/単装砲1門 37mm単装機関砲1門 20mm単装機関砲 1門 |

U-110はドイツ海軍が第二次世界大戦中に運用したUボートIXB型潜水艦。1941年5月9日にイギリス海軍に捕獲され、暗号文などの多くの機密事項がイギリスの手に渡った（プリムローズ作戦）。

## 艦歴
1940年2月1日起工、1940年8月25日に進水し、11月21日にフリッツ・ユリウス・レンプ指揮下にて就役した。U-110は就役後第2潜水隊群に所属した。レンプはU-110の全艦歴を通して艦長を務めた。

### 第1哨戒
U-110は1941年3月9日にキールを出港し、フェロー諸島とシェトランド諸島の間を抜け大西洋に出た。3月16日にはアイスランド南部でエルドナに損傷を与え、23日にシレマルムに魚雷を命中させたが、シレマルムに命中した魚雷は不発弾であったため、損傷を与えるのみにとどまった。シレマルム攻撃の際、10.5cm単装砲の操作不備により単装砲掃射時に爆発が発生し、乗員3名が負傷した。U-110は単装砲の損傷により哨戒任務を短縮し、3月29日にフランスの大西洋岸にあるロリアンに入港した。 

### 第2哨戒
1941年4月15日にロリアンを出航、27日にアイルランドのブラスケット諸島北西約330海里でアンリモリーを撃沈した。その後ファーベル岬の東にて護送船団OB318を攻撃し、エズモンドとベンゴアヘッドを沈める。しかし、イギリスの護衛艦であるフラワー級コルベットオーブリシアに探知され、U-110はオーブリシアとイギリス駆逐艦ブロードウェイ及びブルドッグによる爆雷を受ける。

### プリムローズ作戦（1941年5月9日）
U-110は撃沈は免れたが、深刻な被害を受け、海面へと浮上した。イギリスの駆逐艦は爆雷を射出し、乗組員がU-110を自沈させる前に艦を放棄させることを試みた。艦長であるレンプはイギリスの船員によって水中で撃たれたと報告されているが、詳細は確認されていない。
デイビッド・バルメ少尉が率いるブルドッグの搭乗員はU-110に乗り込み、エニグマなど持ち運び可能なものをすべて持ち出した。U-110はイギリスに向けて曳航されたが、アイスランドに向かう途中で沈没した。
U-110から取得された機密情報は、ドイツの暗号文解読に貢献した。 

## ウルフパック
U-110は1つのウルフパックに参加した。
- West（1941年5月9日）

## 現代への関与
2000年の映画「U-571」は、U-110の捕獲に部分的に触れている。

## 戦果一覧
| 日付          | 船名/艦名      | 国籍/所属  | トン数 | 結果 |
| 1941年3月16日 | エルドナ       | イギリス   | 6,207  | 損傷 |
| 1941年3月23日 | シレマルム     | イギリス   | 2,468  | 損傷 |
| 1941年4月27日 | アンリモリー   | ノルウェー | 2,564  | 沈没 |
| 1941年5月9日  | ベンゴアヘッド | イギリス   | 2,609  | 沈没 |
| 1941年5月9日  | エズモンド     | イギリス   | 4,976  | 沈没 |